# مکس کالن

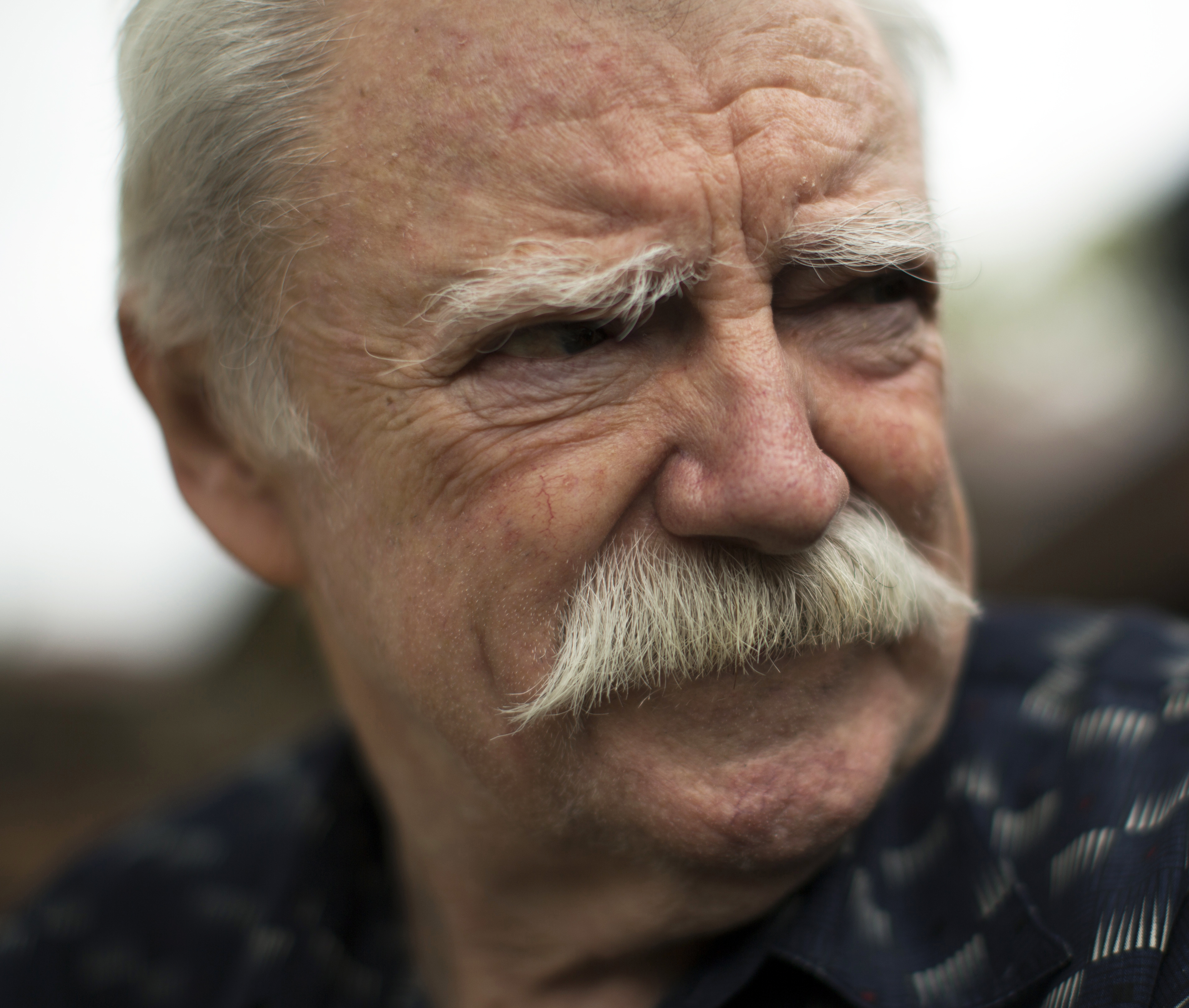
کالن در سال ۲۰۱۹

مَکس کالِن (به انگلیسی: Max Cullen) زادهٔ ۲۹ آوریل ۱۹۴۰، بازیگر سینما و تئاتر اهل استرالیا است. وی تاکنون در بسیاری از فیلم و سریال‌های استرالیایی ایفای نقش کرده است.

## قسمتی از فیلمشناسی
- گتسبی بزرگ (۲۰۱۳)
- خاستگاه مردان اکس: ولورین (۲۰۰۹)
- حرفه درخشان من (۱۹۷۹)
- فریب (۱۹۸۱)